# شکوه علفزار (فیلم ۱۹۸۱)
شکوه علفزار (انگلیسی: Splendor in the Grass) فیلمی تلویزیونی به کارگردانی ریچارد سی سارافیان است که در سال ۱۹۸۱ منتشر شد. از بازیگران آن می‌توان به ملیسا گیلبرت اشاره کرد.